# Панариелло, Джорджо
Джорджо Панариелло (итал. Giorgio Panariello) — итальянский актёр, режиссёр, комик, пародист и телеведущий

## Биография
Джорджо Панариелло род. 30 сентября 1960 г. во Флоренции. Вместе с Карло Конти он начинает свою карьеру на итальянском радио в качестве пародиста. Получает широкую известность, пародируя певца Ренато Дзеро. C 1994 года Джорджо Панариелло сотрудничает с Леонардо Пьераччони и Карло Конти, с которыми кроме работы поддерживает дружеские отношения. Вместе они создают комические шоу на телевидении, среди которых Vernice fresca, Aria fresca, Videomusic, Telemontecarlo.
В 1996 году Д. Панариелло и Конти начинают работу на телевидении общественного канала RAI. Некоторые фразы созданных Панариелло персонажей прочно входят в обиход, подхваченные народом.
В 90-е годы Джорджо Панариелло пополняет ряды новых комиков, среди которых Антонио Альбанезе, Альдо, Джованни и Джакомо, Леонардо Пьераччони. В 1996 году дебютирует в кино, в фильме режиссёра Уго Кити «Римский отель» и сразу после этого в блестящей комедии Умберто Марино «Наконец одни». В 1999 году создаёт фильм «Bagnomaria», антологию своих персонажей, в качестве режиссёра. Через год — фильм «В нужный момент». В 2005 году Леонардо Пьераччони приглашает его в свой фильм «Люблю тебя на всех языках мира», ставшим самым кассовым фильмом года.
В 2007 году снимается в фильме Фаусто Брицци «Ночь перед экзаменом — сегодня», а в 2008 году — в фильме Винченцо Салемме «Никаких проблем».
В 2000 году Джорджо Панариелло ведёт субботнее вечернее телешоу Torno sabato, с выступлением комиков и именитых гостей, таких как Ренато Дзеро, Шарль Азнавур, Софи Лорен, Лучано Паваротти.
В 2006 году Джорджо Панариелло представляет престижный музыкальный фестиваль Сан-Ремо.
В ближайшем будущем — с марта 2012 года Д. Панариелло возвращается на телевидение (канал 5, Медиасет) с новым комическим шоу «Страна чудес».

## Фильмография
- 1996 — Римский отель
- 1997 — Наконец одни
- 1999 — Bagnomaria
- 2000 — В нужный момент
- 2005 — Матильде
- 2005 — Люблю тебя на всех языках мира
- 2007 — Ночь перед экзаменом – сегодня
- 2008 — Никаких проблем
- 2009 — Чудовища сегодня
- 2010 — Шарм-эш-Шейх
- 2010 — Рождество в Южной Африке
- 2011 — Мои друзья — как всё начиналось

## Премии
3 премии «Оскар» как лучший телевизионный персонаж года.

## Книги
В сентябре 2008 года вышла первая книга Д. Панариелло «Никогда не оставлю тебя одного», которая рассказывает о судьбе человека, решившего изменить свою жизнь и поменять представления об истинных человеческих ценностях, благодаря помощи маленькой собаки.